# 日本感染症学会
一般社團法人日本感染症学会（日语：／，The Japanese Association for Infectious Diseases）是日本調查及研究感染症的学術團体，会員8000人以上，為日本主要学会之一。活動內容包括與感染症相關的研究、論文發表、人材培養等，同時是感染症專門醫的認定機構。
前身是二木謙三等人於1926年創立的日本傳染病学会。学会已加盟ICD制度協議会，以前曾由文部科学省管理。
這学会與日本環境感染學會領域相近，不少会員雙方都有加入。後者在更接近臨床現場的環境中進行調查及研究活動。

## 總会
- 每年1次[3]
- 亦有地方会（東日本地方会、中日本地方会、西日本地方会）[4]

## 学会雜誌
- 《感染症学雜誌》逢奇数月發行（ISSN：0387-5911）（國立國會圖書館請求記号Z19-193）[5]
- 《Journal of Infection and Chemotherapy》（與日本化学療法学会共同出版的英文雜誌）[6]
  - 学会官網提供近年論文的免費閲讀[7]。

## 專科医認定
- 感染症專門醫[8]
- 感染控制醫生（ICD；infection control doctor）[9]

## 学会獎
- 二木賞[10]
- 北里柴三郎記念学術獎励賞[11]
- JIC賞[12]

## 入会
- 一般会員、團体会員 - 每年8千日元[13]

## 外部連結
- 一般社團法人日本感染症学会 官方網站 （页面存档备份，存于）